# Aleksandr Gretjaninov
Aleksandr Gretjaninov född 25 oktober 1864 i Moskva i Ryssland död 4 januari 1956 i New York i USA, rysk-amerikansk kompositör. 
Gretjaninov fick sin utbildning i Moskva och Sankt Petersburg, och var fram till 1928 lärare i komposition vid det statliga institutet för musik och drama i Moskva. Han bosatte sig senare utomlands, från 1939 i USA. Getjaninov var mycket uppsattad för sina vackra sånger, kammarmusik, symfonier och framstående dramatiska musik, bland annat operorna Dobrynja Nikititj (1903) och Sour Beatrice (1912).